# Sönke Siebke
Sönke Siebke (* 2. Dezember 1964) ist ein deutscher Politiker (CDU), Bürgermeister der Gemeinde Schmalensee und seit 2022 Mitglied im Schleswig-Holsteinischen Landtag.

## Leben und Beruf
Siebke ist selbstständiger Landwirt im Bereich Ackerbau und Schweinemast, nachdem er 1990 den elterlichen Betrieb übernommen hatte. Seit 2018 ist er ehrenamtlicher Richter am Schleswig-Holsteinischen Oberverwaltungsgericht.

## Politische Tätigkeit
Von 1990 bis 1994 war Siebke bürgerliches Mitglied im Bau- und Wegeausschuss. Seit 2008 ist er Gemeindevertreter in Schmalensee und dort Mitglied im Amtsausschuss. Zudem wurde er 2008 Bürgermeister der Gemeinde. Seit 2013 ist er Mitglied im Kreistag Segeberg und dort Mitglied im Ausschuss für Umwelt, Natur und Klimaschutz sowie im Ausschuss für Ordnung, Verkehr & Gesundheit und Fraktionssprecher des Kreisklimarats. Seit 2017 ist Siebke zudem Mitglied im Hauptausschuss und stellvertretender Fraktionsvorsitzender der CDU-Kreistagsfraktion.
Bei der Landtagswahl in Schleswig-Holstein 2022 wurde er auf Platz 45 der Landesliste seiner Partei aufgestellt. Er zog mit 48,8 % der Erststimmen im Wahlkreis Segeberg-Ost in den Landtag ein.

## Politische Positionen
Siebke setzt sich für eine „zeitgemäße Einsatzausrüstung“ der Landespolizei und eine Stärkung des Katastrophenschutzes ein. Im Bereich Klimaschutz setzt er auf eine Zusammenarbeit mit der Wirtschaft. Steigende Mieten in Großstädten will er durch den Neubau von Wohnungen verhindern.

## Mitgliedschaften
Seit 1987 ist Siebke aktives Mitglied der Freiwilligen Feuerwehr, seit 2005 Vorsitzender des Ortsbauernverbandes. Bis 2008 war er Spartenleiter Fußball beim SV Schmalensee. Seit 2008 ist er Mitglied in Schulverband Sventana, seit 2016 zudem Mitglied der Vertreterversammlung der VR Bank Neumünster und seit 2018stellvertretender Vorsitzender des Hegering III.

## Privates
Siebke wohnt in Schmalensee, ist verheiratet und Vater zweier Kinder.